# Pseudomasaris occidentalis
Pseudomasaris occidentalis är en stekelart som först beskrevs av Cresson 1871.  Pseudomasaris occidentalis ingår i släktet Pseudomasaris och familjen Masaridae. Inga underarter finns listade i Catalogue of Life.